# Abellio ScotRail
Abellio ScotRail was een private spoorwegmaatschappij in Schotland. Het bedrijf was onderdeel van Abellio, een onderneming van de Nederlandse Spoorwegen. 

## Activiteiten
ScotRail verzorgde de treinverbindingen in heel Schotland, met uitzondering van de Caledonian Sleeper en uitlopers van andere maatschappijen.  Vervoersautoriteit Transport Scotland en Abellio konden het niet eens worden over de voorwaarden van verlenging van het zevenjarige contract met drie jaar naar tien jaar. Abellio wilde wel blijven rijden, maar vroeg daarvoor een hogere subsidie. Die was de overheid niet bereid te geven. Hierdoor liep het contract op 31 maart 2022 af.
Na die datum zijn de treindiensten voortgezet door ScotRail (officiële naam: ScotRail Trains Limited), eigendom van Scottish Rail Holdings, een onderdeel van de Schotse regering en optredend als operator of last resort.

## Treinverbindingen

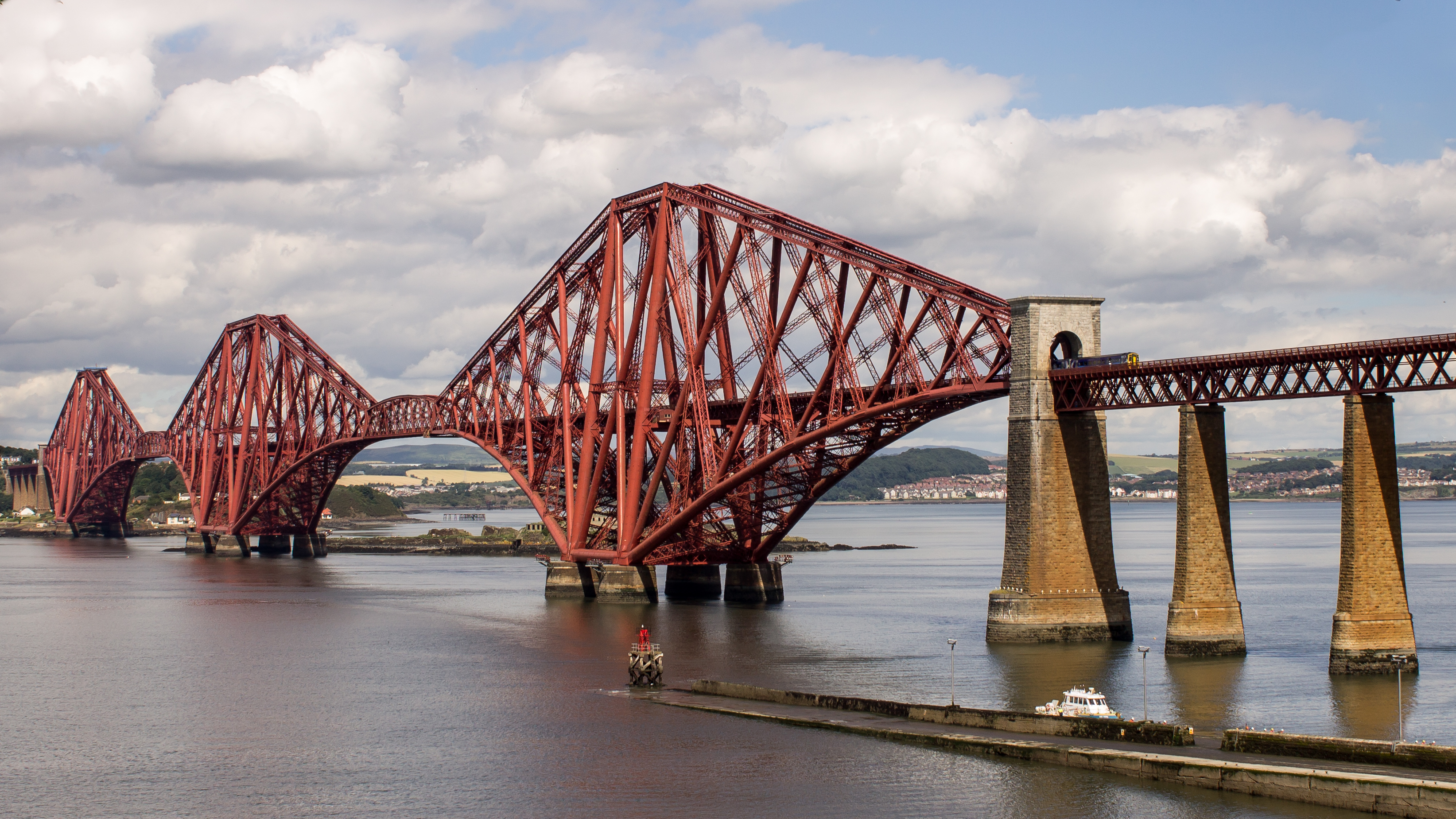
De Firth of Forth Railway Bridge is een icoon voor Schotland, en staat sinds 2015 op de Werelderfgoedlijst.

### Lijnen tussen Glasgow en Edinburgh
- Glasgow to Edinburgh via Falkirk Line
- Glasgow to Edinburgh via Carstairs Line
- Shotts Line
- Airdrie-Bathgate Rail Link

### Overige lijnen
- West Highland Line
- Highland Main Line
- Kyle of Lochalsh Line
- Fife Circle Line
- Far North Line
- Aberdeen to Inverness Line
- Glasgow to Aberdeen Line
- Glasgow South Western Line
- Maryhill Line
- Croy Line
- Cumbernauld Line
- Cathcart Circle Lines
- Inverclyde Line
- Edinburgh Crossrail
- Paisley Canal Line
- North Clyde Line
- Argyle Line
- Whifflet Line

## Spoorwegmaterieel
In deze lijst is rollend materieel te vinden dat in 2015 bij Abellio Scotrail in gebruik was.
| Class                | Type               | Top speed | Top speed | Aantal                  | Bouwjaren |
| Class                | Type               | mph       | km/h      | Aantal                  | Bouwjaren |
| -------------------- | ------------------ | --------- | --------- | ----------------------- | --------- |
| Class 68             | Diesellocomotief   | 100       | 161       | 2                       | 2013-14   |
| 156 Super Sprinter   | DMU                | 75        | 120       | 48                      | 1987-89   |
| 158 Express Sprinter | DMU                | 90        | 145       | 48                      | 1989-92   |
| Class 170 Turbostar  | DMU                | 100       | 161       | 55                      | 1998-2005 |
| Class 314            | EMU                | 75        | 121       | 16                      | 1979      |
| Class 318            | EMU                | 90        | 145       | 21                      | 1986-87   |
| Class 320            | EMU                | 90        | 145       | 22                      | 1990      |
| Class 334 Juniper    | EMU                | 90        | 145       | 40                      | 1999-2002 |
| Class 380 Desiro     | EMU                | 100       | 160       | 22 (3 cars) 16 (4 cars) | 2009-2011 |
| Mk2 Coach            | Passenger Carriage | 100       | 160       | 12                      | 1973-1975 |